# 乔治·麦凯 (赛艇运动员)
乔治·麦凯（英語：George MacKay，1900年7月11日—1972年8月23日），加拿大男子赛艇运动员。他曾代表加拿大参加1924年夏季奥林匹克运动会赛艇比赛，获得男子四人单桨无舵手银牌。